# Gubbsjön, Jämtland
Gubbsjön är en sjö i Strömsunds kommun i Jämtland och ingår i Ångermanälvens huvudavrinningsområde. Sjön har en area på 0,368 kvadratkilometer och ligger 292 meter över havet.

## Delavrinningsområde
Gubbsjön ingår i det delavrinningsområde (708898-147642) som SMHI kallar för Mynnar i Ströms Vattudal. Medelhöjden är 316 meter över havet och ytan är 7,81 kvadratkilometer. Räknas de 50 avrinningsområdena uppströms in blir den ackumulerade arean 336,13 kvadratkilometer. Edsån (Rusvattenån) som avvattnar avrinningsområdet har biflödesordning 3, vilket innebär att vattnet flödar genom totalt 3 vattendrag innan det når havet efter 204 kilometer. Avrinningsområdet består mestadels av skog (66 procent) och sankmarker (21 procent). Avrinningsområdet har 0,37 kvadratkilometer vattenytor vilket ger det en sjöprocent på 4,7 procent.